# Kosher Kitty Kelly
Kosher Kitty Kelly es una película muda de comedia dramática estadounidense de 1926 dirigida por James W. Horne, producida por Joseph P. Kennedy, Sr. (Robertson-Cole), y distribuida por Film Booking Offices of América (FBO). Basada en la obra musical Kosher Kitty Kelly de Leon De Costa: En la película, actuó la estrella de cine Viola Dana.

## Reparto
- Viola Dana como Kitty Kelly
- Tom B. Forman como el oficial Pat Sullivan
- Vera Gordon como la Sra. Feinbaum
- Kathleen Myers como Rosie Feinbaum
- Nat Carr como Moses Ginsburg
- Stanley Taylor como Morris Rosen
- Carroll Nye como Barney Kelly
- Aggie Herring como la Sra. Kelly

## Preservación
Una copia de Kosher Kitty Kelly se preserva en la Biblioteca del Congreso pero incompleta, pues falta un carrete.